# Good Neighbors
Good Neighbors (GNI) es una organización internacional no gubernamental, y de desarrollo humanitario, cuenta con estatus consultivo general del Consejo Económico y Social de las Naciones Unidas (UN ECOSOC), y está considerada como una de las más grandes de Corea del Sur. La organización actualmente desarrolla misiones alrededor del mundo que contribuyen a mejorar la calidad de vida y los estándares educativos, además de brindar ayuda humanitaria en áreas de catástrofe o desastres naturales. Tiene oficinas de recaudación de fondos en Corea del Sur, EE. UU. y Japón, una Oficina de Cooperación Internacional en Ginebra, y un Centro de Capacitación Global, en Bangkok. 
En la actualidad, cuenta con más de 2.000 empleados/as profesionales, 20.000 voluntarios/as, desde médicos/as y enfermeras/os hasta ingenieros/as y profesores/as, y más de 350.000 donantes individuales que brindan apoyo a aproximadamente 1.680.000 de personas, incluyendo a 960.000 niñas, niños y adolescentes. Los proyectos de GNI incluyen, por ejemplo, la construcción de pozos de agua potable en África, el suministro de cocinas higiénicas para familias en Guatemala y Mongolia, una granja agrícola y una clínica de equinoterapia en Chile y, el patrocinio de miles de niños y niñas alrededor del mundo. A través de sus oficinas nacionales, recauda fondos, establece redes con otras organizaciones y gestiona sus programas sociales. Good Neighbors International también se asocia con gobiernos, agencias donantes internacionales y las comunidades locales, para aumentar la conciencia pública sobre los problemas, aportar soluciones de desarrollo y abogar por el cambio.

## Historia
Good Neighbors fue fundada en 1991, en Seúl, Corea del Sur, como una organización no gubernamental (ONG) sin fines de lucro. 
En 1996, Good Neighbors recibió el prestigioso estatus de Consultor General del Consejo Económico y Social (ECOSOC) de las Naciones Unidas y en 2007, recibió el Premio a los Objetivos de Desarrollo del Milenio (ODM) en reconocimiento a su contribución para lograr estos objetivos. 
Good Neighbors abrió una oficina en Los Ángeles, EE. UU. en 2007, que actualmente se encarga de la recaudación de fondos, la gestión de donantes, los programas de voluntariado y las campañas de marketing para todos los proyectos importantes. En diciembre de 2010, se estableció una oficina en Washington D. C. para establecer redes y asociarse con otras organizaciones, así como para obtener subvenciones de agencias y fundaciones.

## Objetivos
Good Neighbors procura hacer del mundo un lugar donde nadie sufra hambre y que las personas puedan vivir juntas en armonía. GN respeta los derechos humanos de todas las personas, especialmente de quienes sufren pobreza, desastres y opresión, y procura apoyarlas para que logren la autosuficiencia y construyan su vida con esperanza. 
Por eso, la misión de Good Neighbors es respetar la dignidad de los seres humanos que luchan por el restablecimiento de las virtudes éticas de la humanidad. Además, busca contribuir a la construcción de una comunidad mundial donde todos los pueblos puedan vivir juntos en armonía, con la alegría de compartir lo que quieren con los demás.
Los proyectos financiados se concentran principalmente en la dignidad y equidad de las personas y comunidades, principalmente apoyando programas para niñas y niños discapacitados, mejoras de vivienda para familias en situación de vulnerabilidad, el desarrollo de las comunidades rurales y la promoción de los derechos humanos de niñas, niños y adolescentes. También, financia proyectos vinculados con el reciclaje y la sostenibilidad para combatir los desastrosos efectos del cambio climático. 
En 1996, Good Neighbors pasó por una profunda reorganización y actualmente apoya proyectos en 40 países. La mayoría de esos programas se enfocan en posibilitar que niñas, niños y adolescentes, sus familias y comunidades, y las personas viviendo en condiciones de pobreza, se vuelvan autosuficientes a través de mejoras en la educación, la nutrición, el acceso al agua potable, las mejoras de la salud e higiene y en la promoción del desarrollo sustentable.

## Estructura organizativa
Good Neighbors tiene su sede central en Corea del Sur y mantiene varias oficinas exteriores en los países donde se apoyan proyectos.
Good Neighbors posee oficinas de campo en Afganistán, Bangladés, Camboya, Camerún, Chad, Chile, Etiopía, Filipinas, Ghana, Guatemala, Haití, India, Indonesia, Kenia, Kirguistán, Laos, Malawi, Mongolia, Mozambique, Myanmar, Nepal, Níger, Pakistán, Paraguay, República Dominicana, Ruanda, Sri Lanka, Sudán del Sur, Tailandia, Tanzania, Tayikistán, Uganda, Vietnam y Zambia. Cada oficina de campo emplea a personal local y extranjero; y determina las necesidades específicas de la región y cómo distribuir los fondos recaudados. 

## Estadísticas
- Presencia en 40 países.

- Apoyo a 206.206 niñas y niños patrocinados, y a 1.721.596 personas en comunidad.

- Material y programas educativos provistos a 1.380.941 personas.

- Prevención de enfermedades y apoyo nutricional a 695.579 personas.

- Apoyo a 113.359 personas refugiadas.

- 57.414 familias participantes del proyecto de generación de ingresos.

- Mejorado el acceso al agua potable de 485.733 personas.

- 430.183 participantes que abogaron por los derechos de las niñas y niños.[2]

## Los programas
Good Neighbors International adopta los conceptos de desarrollo comunitario y patrocinio infantil, y con frecuencia determina qué programa apoyar de acuerdo a las necesidades de cada país, por ejemplo: 

### Proyectos de Desarrollo Infantil
Por el costo de poco más de un dólar por día (US$ 35 por mes), los/as donantes pueden cubrir el costo mensual para las necesidades educativas o nutricionales de un niño o niña en un país en desarrollo. 

### Proyectos de Desarrollo Comunitario
Dependiendo de las necesidades de cada región, los proyectos de desarrollo comunitario varían de un país a otro. Por ejemplo, en Chad, los suministros de agua son deficientes y, por lo tanto, los principales proyectos apoyados se centran principalmente en aumentar el suministro de agua potable. En Guatemala, los niveles de pobreza son muy altos y se apoya a las familias patrocinadas con cocinas económicas e higiénicas que les permiten ahorrar parte del elevado costo de los servicios públicos y evitar la contaminación ambiental. Los proyectos pueden variar desde la construcción de infraestructura hasta las microfinanzas, cada una con un énfasis en la sostenibilidad de las comunidades a largo plazo. 

### Salud y Saneamiento
La provisión de servicios médicos y la educación relacionada con la salud ayuda a reducir la tasa de mortalidad. Good Neighbors también se esfuerza por mejorar el estado de la higiene y salud pública de las personas en situación de pobreza a través de medidas preventivas: por ejemplo, el acceso al agua potable y la construcción de sistemas de desagüe para ayudar a reducir la incidencia de enfermedades infecciosas. 

### Promoción de Derechos
Good Neighbors ofrece programas de concientización y educación, así como capacitación vocacional a través de alianzas con gobiernos locales y organizaciones. Con ello, promueve el acceso y ejercicio de los derechos de los niños y niñas, una educación pública de calidad y la posibilidad de acceder a servicios de salud básicos. 

### Trabajo en Red
Construir comunidades inclusivas y democráticas, terminando con la discriminación y la exclusión, para fortalecer la solidaridad y el respeto mutuo, es un objetivo estratégico de Good Neighbors. La toma de decisiones en las comunidades patrocinadas se realiza a través de mecanismos democráticos, demostrando que todas las personas tienen los mismos derechos, lo que ayuda a la resolución de conflictos y mejora la cooperación.

### Ayuda de Emergencia
En 1994, Good Neighbors comenzó las operaciones de ayuda en emergencias, como respuesta a las condiciones desesperadas resultantes de la guerra civil en Ruanda. Desde entonces, Good Neighbors ha estado presente en zonas de desastre: por ejemplo, la guerra de Afganistán, el tsunami en el sur de Asia, la guerra civil que destruyó Sri Lanka, y los devastadores terremotos en Haití, Chile, India y Pakistán. 

## Asociación con la ONU
Trabaja en cooperación con varias agencias de la Organización de las Naciones Unidas, entre ellas, el ACNUR (Alto Comisionado de ONU para Refugiados), el PMA (Programa Mundial de Alimentos), el PNUD (Programa de las Naciones Unidas para el Desarrollo) y con el UNCDF (Fondo de las Naciones Unidas para la Democracia).